# Gerhard Spangenberg
Gerhard Spangenberg (* 10. März 1901 in Bergzow; † 7. November 1975 in Dülmen) war ein deutscher Theologe und Mitglied der Deutschen Christen und der NSDAP.

## Leben und Wirken
Spangenberg war Sohn eines evangelischen Pfarrers, studierte evangelische Theologie in Greifswald und Halle (Saale), wo er seit 1919 der Burschenschaft Germania Halle angehörte, und wurde 1928 zum Pfarrer ordiniert. Anschließend war er als Pfarrer in Nielebock bei Genthin und ab 1929 in Altenweddingen tätig, wo er seit 1934 auch als Superintendent des Kirchenkreises Wanzleben amtierte.
Spangenberg trat der NSDAP bei, wurde Mitglied der Kreisleitung und der verschiedenen Vereinigungen der Deutschen Christen (DC), die eine Verschmelzung von Kirche und Nationalsozialismus anstrebten. 1934 avancierte er zugleich zum stellvertretenden Leiter des Volksmissionarischen Amtes und zum Kulturfachberater der Kreisleitung der NSDAP. Die innerkirchliche Opposition seitens der Bekennenden Kirche war 1936 so stark, dass er trotz Protesten der NSDAP vom Amt des Superintendenten suspendiert wurde.
Im Jahre 1939 erklärte er seine Mitarbeit am Institut zur Erforschung und Beseitigung des jüdischen Einflusses auf das deutsche kirchliche Leben. Bis zum Kriegsbeginn wurde er einer der einflussreichsten Männer der nationalkirchlichen Bewegung, deren Leiter er 1937 für die Landsmannschaft Mitte (Sachsen, Thüringen, Magdeburg-Anhalt und Halle-Merseburg) wurde. Spangenberg war enger Freund des Magdeburg-Halberstädter Bischofs Friedrich Peter.
Nach seinem seit 1941 geleisteten Dienst bei der Wehrmacht und seiner Kriegsgefangenschaft wurde er 1946 aus dem kirchlichen Dienst in der Kirchenprovinz Sachsen entfernt. Danach war er kurze Zeit Pfarrvertreter in Owschlag in Schleswig-Holstein.
Bis zum Antritt der Pfarrstelle im westfälischen Dülmen, wo er bis zu seinem Tod lebte, arbeitete er als Verwalter einer Obstfirma und später als Krankenhausverwalter. Die Kirchenleitungen verlangten zur Wiederaufnahme in den Dienst zunächst die Wiederholung des Ordinationsgelübdes, ein Kolloquium und die zeitweilige Tätigkeit als Hilfsprediger, was er ablehnte. Dennoch stimmte 1955 die Kirchenleitung in Bielefeld seiner Wahl zum Pfarrer der Gemeinde in Dülmen zu, wo er nach seinem Ruhestand auch als Militärpfarrer wirkte.

## Werke
- Kirchliche Jugendarbeit auf dem Lande. in: Der Reichsbote vom 23. Oktober 1928.
- Das Ende des Kirchenstreites. Kirchenbewegung Deutsche Christen, Gaugemeinde Magdeburg-Anhalt, 1937.